# Teleférico de Gaia

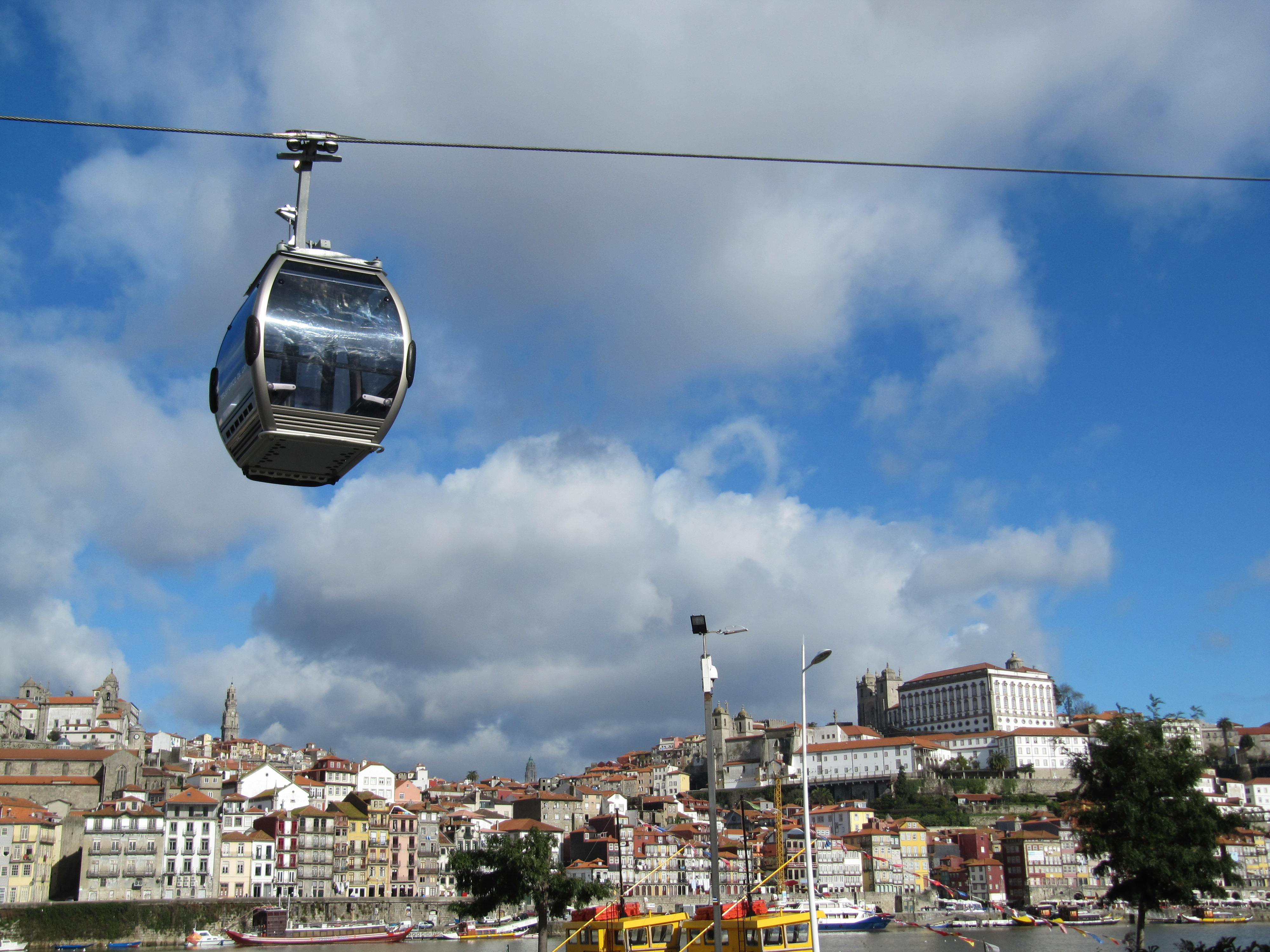

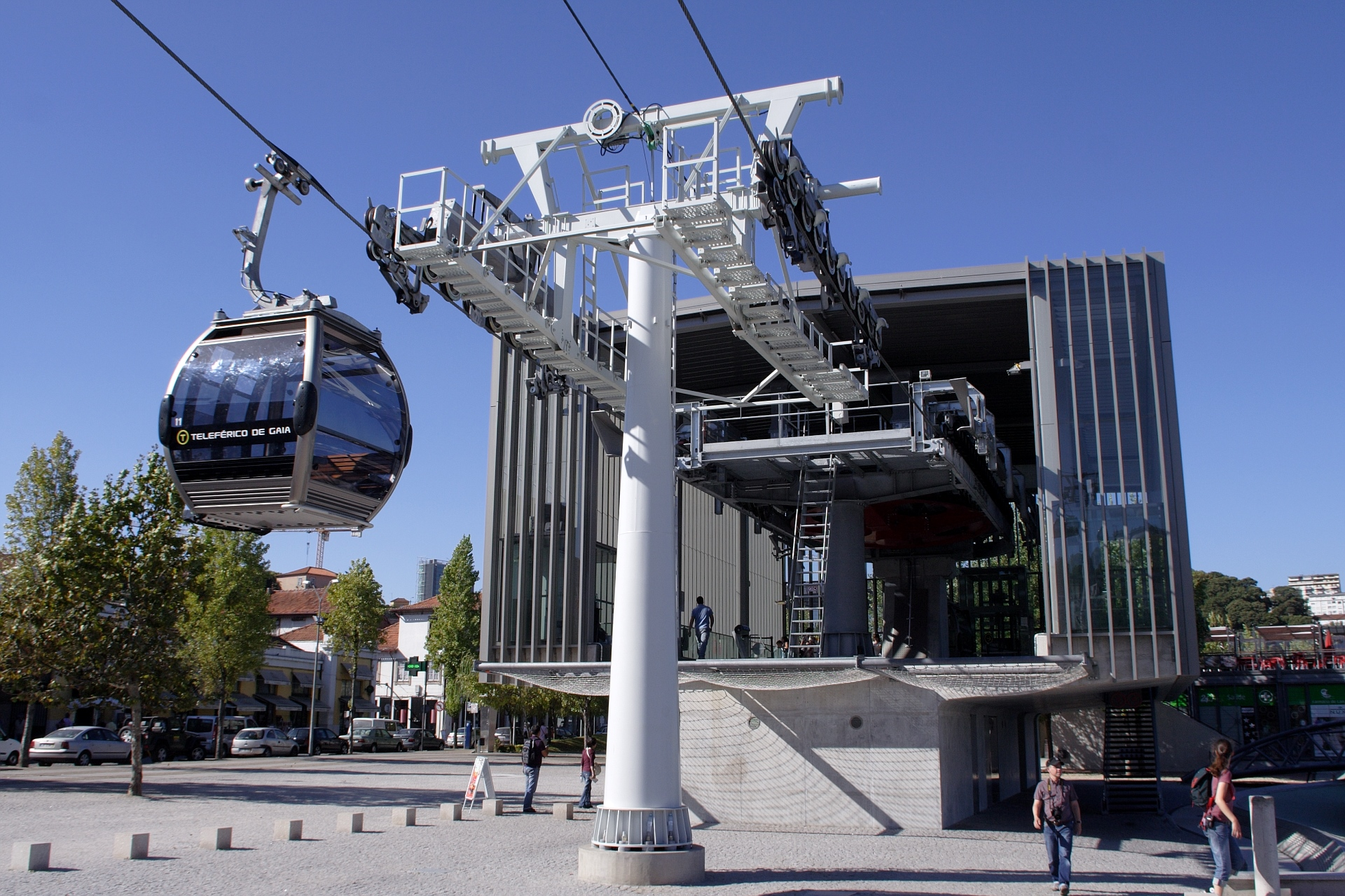
Talstation der Teleférico de Gaia

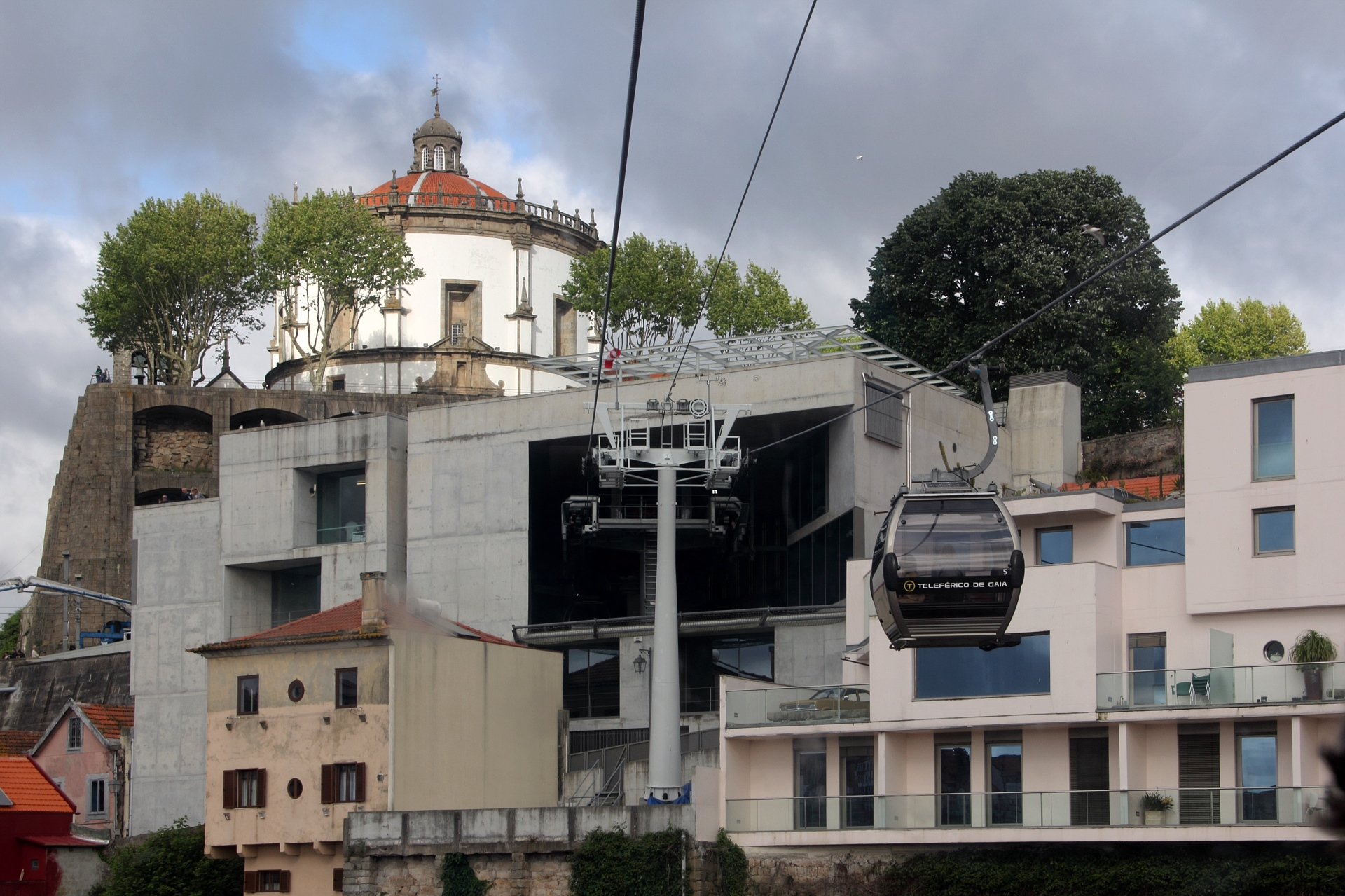
Bergstation der Teleférico de Gaia

Die Teleférico de Gaia ist eine Luftseilbahn in Vila Nova de Gaia am Douro, der Porto gegenüberliegenden Stadt in Portugal. Sie verbindet den Cais de Gaia, die Uferpromenade am Douro, mit dem am Hochufer gelegenen Park Jardim do Morro. Sie dient vor allem touristischen Zwecken, ist aber auch Teil des öffentlichen Personennahverkehrs.

## Beschreibung
Die Talstation der Gondelbahn liegt bei der städtischen Markthalle (Mercado Municipal da Beira-Río) zwischen der Avenida Ramos Pinto und
dem Cais de Gaia mit den Anlageplätzen für die Flusskreuzfahrten ().
Die Seilbahn steigt nach dem Niederhalter vor der Talstation zu einer Stütze in der Avenida Ramos Pinto, die hoch genug ist für die Fahrt über die Gebäude und die Lagerhallen der Portwein-Kellereien hinweg zu der dritten Stütze vor der Bergstation am Jardim do Morro ().
Die Bergstation liegt nahe an der oberen Etage der Ponte Dom Luís I und dicht unterhalb des Klosters von Serra do Pilar (). Beide wurden zusammen mit der Altstadt von Porto 1996 zum UNESCO-Weltkulturerbe erklärt.
Während der Fahrt hat man einen weiten Blick über das tief eingeschnittene Tal des Douro mit dem alten Viertel Ribeira von Porto und der historischen Ponte Dom Luís I.
Die Gondelbahn fährt meist mit reduzierter Geschwindigkeit, damit die Fahrgäste den Ausblick genießen können.
An der Berg- und an der Talstation stellen Busse der STCP die Verbindung zum öffentlichen Verkehrsnetz her, in der Nähe der Bergstation gibt es außerdem eine Haltestelle der Metro do Porto.

## Technische Einzelheiten
Die Teleférico de Gaia ist eine kuppelbare Einseilumlaufbahn mit einer schrägen Länge von 562 m und einem Höhenunterschied von 57 m. Ihre 12 Kabinen mit 8 Plätzen können bis zu 850 Personen pro Stunde transportieren. Die Kabinen werden in beiden Stationen geparkt. Der elektrische Antrieb befindet sich in der Bergstation, der hydraulische Seilspanner in der Talstation.
Die Seilbahn wurde in den Jahren 2009 bis 2011 von Doppelmayr gebaut.